# 萊納海峽
萊納海峽（英語：Lena Passage），是南極洲的海峽，位於瑪麗皇后地，處於哈斯韋爾群島和韋特羅夫山之間，寬1公里，在1956年由蘇聯探險隊繪入地圖，現時由南極條約體系管理。